# 国会討論会
『国会討論会』（こっかいとうろんかい）は、NHKがラジオとテレビで放送した討論番組である。

## 概要
1947年9月にNHKのラジオ番組として放送開始した。各党の国対委員長らが出演し、ここでの発言が即ニュースになる番組として注目を集めた。また、唐島基智三のそつのない司会で茶の間に政治の話題を持ち込んだと言われている。
1957年10月にはNHK総合テレビジョンで放送を開始した。のちの『日曜討論』の前身番組である。

## 司会
- 唐島基智三
- 岡村和夫（1970年から　この活動で1986年度の日本記者クラブ賞を受賞）